# Galleria Nazionale Australiana
La Galleria Nazionale Australiana (in inglese National Gallery of Australia) è il museo più importante della capitale dell'Australia, Canberra.
Il museo è specializzato nell'arte del XIX e XX secolo, è situato sulla riva del Lago Burley Griffin e fu inaugurato nel 1982. Il museo fa parte del cosiddetto Parliamentary Triangle su progetto di Walter Burley Griffin ed è compreso dal Parliamentary House, dal City Hall, e dalla High Court nella Galleria Nazionale.

## Collezioni
- Arte australiana:

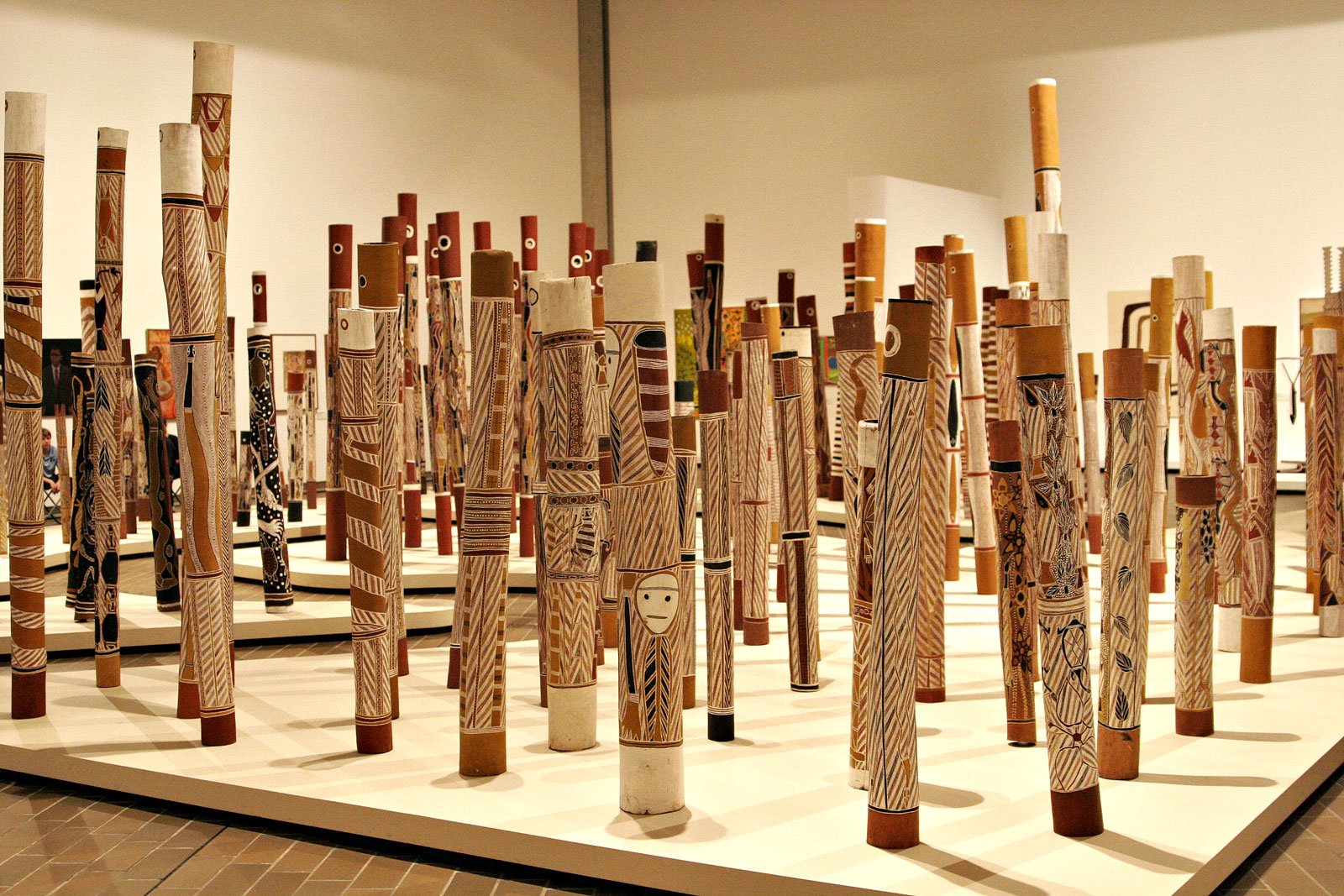
Tombe dei tronchi cavi - Arte degli aborigeni

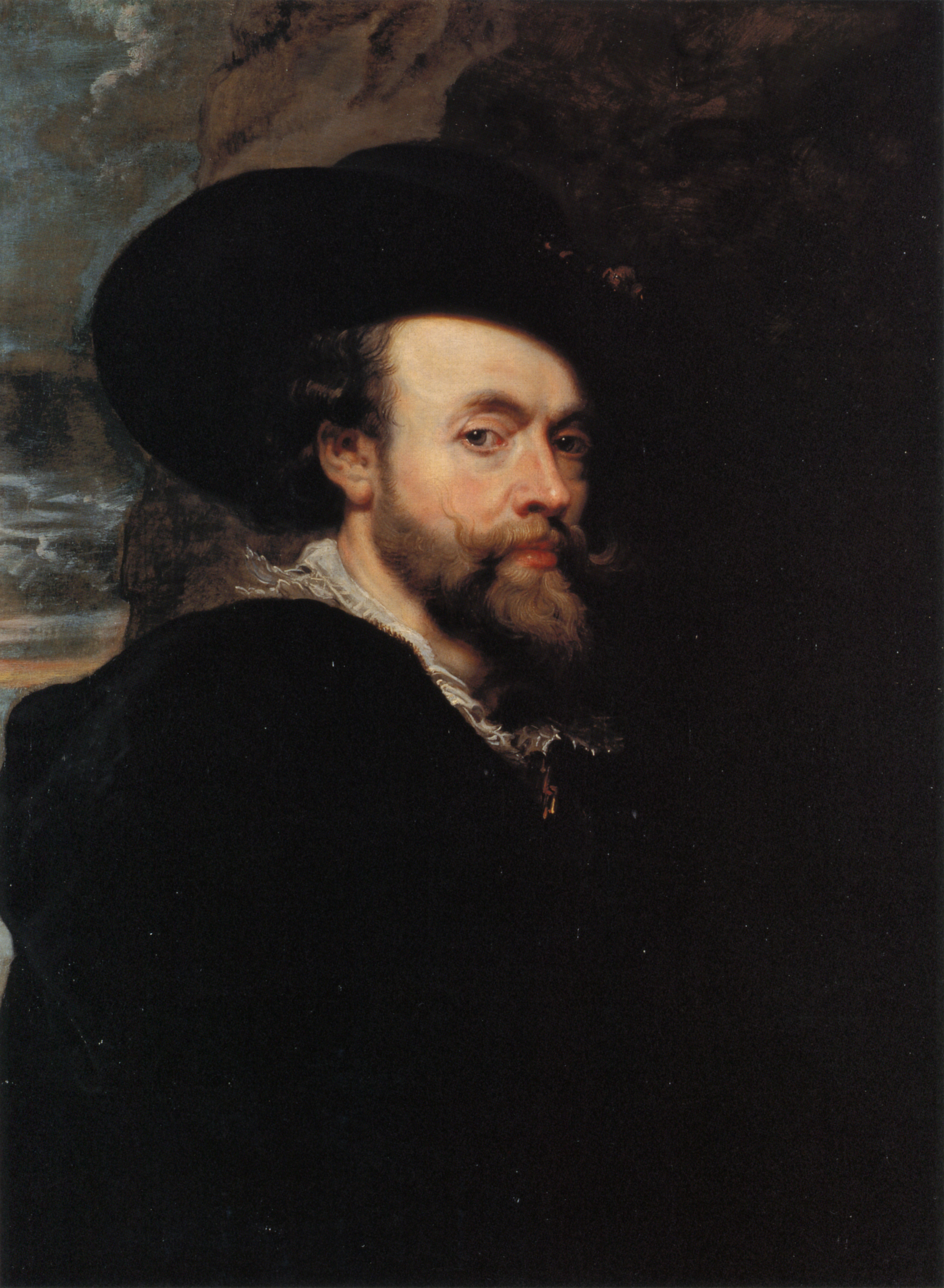
Autoritratto di Peter Paul Rubens

  - Arte degli Aborigeni australiani e degli abitanti delle isole dello Stretto di Torres
  - Arte australiana nella tradizione europea.
- Arte europea: antica (come l'autoritratto di Peter Paul Rubens) e arte moderna
- Arte moderna internazionale
- Parco delle sculture

## Opere famose
L'opera più importante del museo è Blue Poles: Number 11, 1952, un action painting dell'artista americano Jackson Pollock.

## Altre opere in collezione
- Paul Cézanne - Pomeriggio a Napoli
- Claude Monet - Covoni al sole, mezzogiorno; Gigli d'acqua
- Fernand Léger - I trapezisti
- Jackson Pollock - Lezione Totem 2
- Willem de Kooning - Donna V
- Andy Warhol - Elvis, Sedia elettrica
- Mark Rothko - Multiforme; Nero, marrone su rosso scuro o Rosso profondo e nero
- Roy Lichtenstein - Stufa da cucina
- David Hockney - Un Grand Canyon ancora più grande
- Lucian Freud - Da Cézanne
- Ron Mueck - Donna incinta

## Parco delle sculture

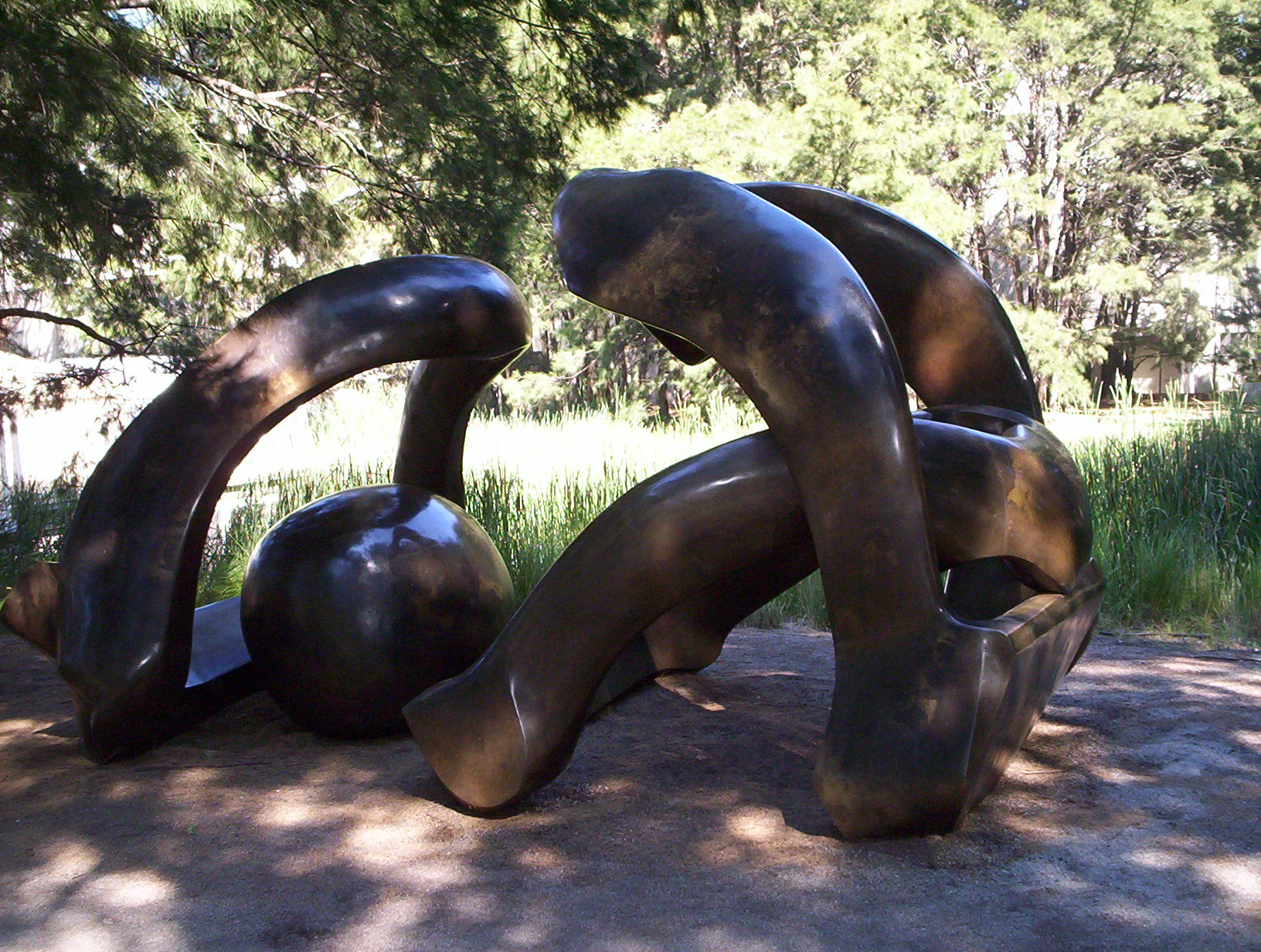
Hill Arches di Henry Moore nel giardino delle sculture

- Aristide Maillol - La montagna (1937)
- Auguste Rodin - I borghesi di Calais
- Émile-Antoine Bourdelle - Penelope
- Gaston Lachaise - Figura fluttuante (1927)
- Henry Moore - Hill Arches
- Fujiko Nakaya - Scultura di nebbia (1976) (in funzione ogni pomeriggio dalle 12:00 alle 14:00)
- Mark di Suvero - Anch'io (1971-2)
- Bert Flugelman - Coni (1982)